# Neculai Constantin Munteanu
Neculai Constantin Munteanu (n. 16 noiembrie 1941, Pufești, Vrancea) este un jurnalist (de profesie economist) și disident anticomunist din România. Părăsește România în 1977, ca urmare a opoziției manifestate față de regimul comunist. Din 1980 este principala voce a postului Radio Europa Liberă din München. Prin emisiunile sale transmise de la acest post de radio, devine cunoscut pentru condamnarea regimului lui Nicolae Ceaușescu în anii 1980. Contribuțiile sale radiofonice (îndeosebi în cadrul emisiunii „Actualitatea românească”) au fost ascultate și apreciate ani de-a rândul de milioane de români. Din 2007, Munteanu găzduiește o emisiune la Radio Europa Liberă intitulată "Eu și câinele meu, Securitatea".

## Date biografice
S-a născut la 16 noiembrie 1941, în comuna Pufești, Județul Vrancea. Este fiul lui Constantin și Rozalia Munteanu.

## Activitatea jurnalistică în România
Urmează cursurile Academiei de Studii Economice, Facultatea de Finanțe Credite, pe care le abandonează însă în anul patru. Debutează în Contemporanul, apoi la Televiziunea Română la revista Cinema, la care va deveni redactor .

## Începutul dizidenței împotriva regimului comunist
În luna aprilie 1977, încearcă să trimită mai multe documente în Occident prin Ambasada Statelor Unite la București. Persoana căreia îi predă plicul se dovedește ulterior a fi de fapt un informator al Securității care transmite imediat plicul autorităților. Relatarea din fișa Securității:
„În ziua de 7 aprilie a.c. [1977], un informator al Direcției a III-a a fost acostat de Neculai C. Munteanu, care, după ce l-a întrebat dacă este diplomat american (în limba engleză), l-a rugat, dacă poate, să dea, din partea sa, un plic ambasadorului SUA la București. Informatorul a acceptat propunerea, după care a predat plicul organelor noastre. Neculai C. Munteanu a precizat, în cadrul discuției avute cu informatorul, că plicul conține unele scrisori care trebuie scoase din țară, lucru pe care nu îl poate face decât ambasadorul ”—Raport al Securității, 12 aprilie 1977
A doua zi, conducerea Ministerului de Interne ordonă efectuarea unei percheziții la domiciliul lui Neculai Constantin Munteanu și trecerea la anchetarea sa .
În urma percheziției, care are loc la 10 aprilie 1977, sunt găsite còpii ale acelorași documente aflate și în plicul destinat ambasadorului Statelor Unite: o scrisoare de solidarizare cu Paul Goma, adresată acestuia; o scrisoare adresată lui Nicolae Ceaușescu, președintele Republicii Socialiste România, în care era aspru criticată situația economică și politică sub regimul comunist și nerespectarea drepturilor omului în România în lumina acordului de la Helsinki; o scrisoare adresată președintelui Statelor Unite, Jimmy Carter, în care era denunțată nerespectarea drepturilor omului în România. 
Toate cele 3 documente erau datate din 30 martie 1977. Aceleași materiale mai fuseseră expediate și ziarelor Washington Post și Neue Zürcher Zeitung. 
După efectuarea percheziției, Neculai Constantin Munteanu este dus în ziua de 10 aprilie 1977 la sediul IMB-Securitate, unde se începe, la ora 16.00, anchetarea sa care durează până a doua zi, 11 aprilie, ora 14.30. În timpul anchetei, N.C. Munteanu se menține pe o poziție foarte fermă, recunoaște că toate materialele îi aparțin și își motivează gestul evocând situația politică din țară, penuriile și restricțiile de tot felul de care suferă în plan personal, nerespectarea prevederilor constituționale de care se face vinovat regimul comunist, acuzând deschis politica dusă pe plan intern și extern de statul și Partidul Comunist Român. Ancheta va dura luni de zile, în primăvara și vara anului 1977. Neculai Constantin Munteanu relatează una din aceste întrevederi :
„În fața generalului Cepraga, acesta era gradul pe care i-l atribuiau ceilalți, am fost în dimineața zilei de 18 aprilie, după o noapte de anchetă. Generalul era profund nemulțumit. Raportase cazul meu ca fiind rezolvat și constata că subordonații nu mă convinseseră să mă dezic de conținutul scrisorilor și să furnizez o listă amănunțită a tuturor prietenilor mei, ca să fiu mai bine cunoscut. Șeful lor, generalul Cepraga, avea metode mai convingătoare. Mi-a dat câțiva pumni după ceafă și m-a izbit de mai multe ori cu capul de masa cu postav verde, pe care se afla și portretul lui Ceaușescu. Când mi-am revenit din uluială, am dedus din crisparea subordonaților că n-ar fi trebuit să fiu bătut ”—Neculai Constantin Munteanu
Până la urmă, Munteanu acceptă „târgul” pe care îl oferă Securitatea, de a opri difuzarea scrisorii la Europa Liberă, în schimbul obținerii pașaportului. Neculai Constantin Munteanu primește pașaportul în data de 2 septembrie și părăsește țara în 16 septembrie 1977.

## VoceaEuropei Libere
După mai multe colaborări temporare la postul Radio Europa Liberă, începând din 1977, este definitiv angajat în 1980 și își desfășoară activitatea la microfonul acestui post până în 1994. „Va fi una din vocile cele mai ascultate, la rubrica Actualitatea Românească și de multe ori, în contextul totalitarismului, un fel de punct de sprijin pentru mulți români” . Rolul lui Munteanu la Europa Liberă este astfel judecat de către Securitatea statului comunist :
„Datele existente evidențiază faptul că N.C. Munteanu desfășoară la acest post de radio o activitate dușmănoasă, deosebit de virulentă împotriva orânduirii sociale și de stat din R.S. România ”—Raport al Securității
Pe întreaga perioadă a colaborării sale la Europa Liberă, Munteanu rămâne imun tentativelor de cooptare din partea trimișilor Securității. În fișele acesteia putem citi:
„Atitudinea, deosebit de ostilă față de orânduirea socială și de stat din țara noastră pe care o exteriorizează (...), izolarea și prudența pe care o manifestă în cercul de relații, creează dificultăți pe linia întreprinderii unor măsuri eficiente de influențare și neutralizare ”—Raport al Securității
Munteanu mărturisește într-un interviu: „Securiștii s-au convins că nu pot fi dat pe brazdă” . În 1987, era astfel caracterizat într-o notă informativă a Securității :
„Locuința sa este mobilată cu gust. (...) Și-a creat o personalitate de idealist, patriot înflăcărat, ziarist pasionat. Un singuratic, care își închină timpul liber în întregime pentru a se documenta în continuare despre atmosfera, viața și perspectiva României. Spune că are multe întâlniri cu români fugiți sau în trecere prin München, care îi fac confidențe din cele mai sincere. Întreține o bogată corespondență cu ascultătorii români, din ale căror rânduri citează fraze de câte ori are ocazia sau vrea să-și sprijine argumentele proprii în subiectele ce le discută. (...) În general, își creează o atmosferă de perfect ziarist, modest, simpatic și cu haz, gata oricând să arate că poate face mai mult. (...) Se poate trage ușor concluzia, după cum se poartă, că știe ce vrea și că are șanse mari de reușită în viitor ”—Raport al Securității, 6 iunie 1987
În toți anii care au urmat, până la căderea regimului comunist Ceaușescu, a continuat să dea glas gândurilor celor aflați în țară și să oglindească, împreună cu toți colaboratorii Europei Libere, adevărata situație din România: „Radio Europa Liberă a ținut loc de opoziție”, este de părere Șerban Orescu . Seară de seară, de la ora 19.10, N.C. Munteanu ținea treaz spiritul dizidenței, relatând condițiile de trai din țară, îmbărbătându-și compatrioții, persiflând cu delectare puterea comunistă și evidențiind orice gest de opoziție care se manifesta în România . Mulți români au ascultat pe acea vreme emisiunile sale cu sufletul la gură. „Mâncarea noastră zilnică intelectuală era Europa Liberă”, declară Dan Zamfirescu . „Am crescut cu vocile astea fără să le văd. Le auzeam (...). Tata asculta în fiecare seară Radio Europa Liberă. Dacă-l închidea se auzea radioul din vecini”, afirmă Alexandru Solomon, regizorul filmului Războiul undelor .
Neculai Constantin Munteanu mărturisește însă dificultatea situației în care se afla pe atunci: 
„Aveam o viață comodă, dar ușor schizofrenă pentru că 10 ore vorbeai despre nenorocirile din România și după aceea închideai ușa și ieșeai într-o lume liberă (...) Trăiam în același sos pe care-l lăsasem în urmă. Nu puteam altfel ! Asta era meseria și într-un fel viața mea ”—Neculai Constantin Munteanu
Rare sunt vocile din istoria radioului românesc care au reușit, în condiții de clandestinitate, să aibă un asemenea ecou și să se întipărească atât de bine și de durabil în auzul ascultătorilor. Ulterior Neculai Constantin Munteanu va deveni un model de curaj jurnalistic, consecvență profesională și rectitudine morală pentru mulți din viitorii oameni de radio de după 1989. 
Părăsește postul de radio în 1994, „spre regretul lui Emil Hurezeanu și nu numai al lui” , la 1 octombrie 1994.

## Activitatea de dupăEuropa Liberă
Revenit în țară, după o îndelungată absență, preia activitatea postului Radio Total, la îndemnul lui Cornel Nistorescu, ca Director de Programe. Succesul de audiență al postului, de la venirea lui Munteanu, îl face pe Nistorescu să afirme că „jurnalismul adevărat nu se învață la școală” . În noiembrie 1995, este ales cu o majoritate de 819 din 1500 de voturi în Consiliul de Administrație al TVR Arhivat în 27 iulie 2008, la Wayback Machine.. Cu această ocazie mărturisește: 
„Am fost ușor uimit de introducerea mea pe listă, alături de oameni de cultură de calibrul lui Lucian Pintilie, Octavian Paler, Gabriel Liiceanu. Am presupus că e un fel de omagiu târziu, pe care altfel nu l-am prea primit oficial, pentru activitatea trecută, nu doar a mea, ci și a postului de radio Europa Liberă ”—Neculai Constantin Munteanu

## Tentativele de discreditare aEuropei Libere
În 2001, Emanuel Valeriu inițiază campania de discreditare a Europei Libere prin cartea intitulată Fața necunoscută a “Europei Libere” . Cartea prezintă o imagine vădit tendențioasă la adresa personalităților care au lucrat în cadrul postului de radio Europa Liberă în perioada anterioară Revoluției române din 1989. În carte, autorul volumului își intitulează subcapitolul consacrat lui N.C. Munteanu astfel : “Dezvăluiri. Conform versiunii integrale a fișei sale [întocmită de Securitate], N.C.Munteanu a fost informator al Securității” . Este vorba de o evidentă manipulare, fiindcă nicăieri în acest subcapitol nu se arată cum, când sau în ce fel N.C. Munteanu ar fi fost vreodată un asemenea informator. Ziarul Cotidianul publică pe data de 29 iunie 2008 un articol  în care, pe baza unor documente CNSAS, tocmai Emanuel Valeriu apare în postura de informator al Securității, care ar fi furnizat date referitoare la persoane angajate ale Europei Libere, inclusiv despre N.C. Munteanu  .
Campania de discreditare este continuată ulterior și de ziaristul Liviu Vălenaș, la rândul său fost informator al Securității , care publică în data de 27 ianuarie 2006, pe site-ul revistei Agero a Asociației Româno-Germane, un interviu cu Marius Oprea, fost consilier prezidențial al lui Emil Constantinescu și ulterior consilier al premierului Tăriceanu, în care Oprea ar fi afirmat că „Emil Hurezeanu și Neculai Constantin Munteanu, foști redactori la Radio Europa Liberă, ar fi colaborat cu Securitatea” . Mai exact, Oprea i-ar fi declarat lui Vălenaș că în 1993 colonelul CIA Richard Cummings, cel care avusese ca sarcină protecția informativă a postului de radio Europa Liberă, i-ar fi spus că Neculai Constantin Munteanu ar fi fost unul dintre cei infiltrați acolo de către Securitate . Cotidianul Adevărul preia într-un articol intitulat “Păcatele Evei”, din 10 august 2006, acuzațiile lui Oprea din interviul luat de Vălenaș. A doua zi, ziarul Ziua publică un articol în care Oprea dezminte conținutul interviului respectiv: 
„Dl. Vălenaș nu mi-a luat niciodată vreun interviu. Am avut doar o discuție la telefon. Niciodată nu am făcut o astfel de afirmație, cum că Emil Hurezeanu și N.C. Munteanu ar fi fost colaboratori ai Securității. Am avut o conversație telefonică cu Vălenaș despre firmele sub acoperire ale Securității, pentru că el făcuse un interviu cu un fost ofițer DIE. Despre asta a fost acea discuție, iar eu nu am afirmat niciodată așa ceva despre N.C Munteanu și Emil Hurezeanu. Nu-mi pot permite să fac așa ceva pentru că amândoi sunt prieteni ai mei. Nu am dat nici un interviu dlui Velenaș. Nu a fost vorba de un interviu, una la mână, iar doi la mână discuția a fost cu totul alta. (...) Mai mult, Richard Cummings, fost șef al Contraspionajului CIA la Europa Liberă mi-a declarat că nu există nici un fel de dovezi privind colaborarea cu Securitatea a celor doi, atâta timp cât au lucrat la Europa Liberă. Dimpotrivă, ei s-au aflat chiar, la finele anilor '90, sub amenințarea Securității ”—Marius Oprea
În articolul din Adevărul este amintit statutul lui Vălenaș de informator al Securității: 
„Vălenaș a făcut în presa românească din emigrație mai multe acuzații care nu au fost niciodată probate. Demascarea lui Vălenaș ca informator al Securității a avut loc în aceeași perioadă în care alți doi jurnaliști au fost devoalați. Este vorba de Sorin Roșca Stănescu și Florin Gabriel Mărculecu, ambii în acea vreme redactori la cotidianul “România liberă”. Cei doi au recunoscut la acea vreme acuzațiile ”—Adevărul, 10 august 2006
Neculai Constantin Munteanu a fost în mai multe rânduri ținta atacurilor care au vizat denigrarea sa, încă din vremea regimului comunist. Securitatea de atunci lansase exact aceleași zvonuri potrivit cărora ar fi fost omul regimului comunist infiltrat în secret la postul de radio Europa Liberă . Ziarul Gardianul amintește: 
„Neculai Constantin Munteanu a fost unul dintre cei mai importanți inamici ai Securității, care încerca să-l neutralizeze pe orice căi. (...) În cazul în care ofițerii de la București ar fi avut dovezi compromițătoare împotriva ziaristului, acestea ar fi fost trimise direct la „Europa Liberă“. Dacă Securitatea chiar ar fi avut un as în mânecă, Neculai Constantin Munteanu nu avea scăpare. Lupta era pe viață și pe moarte, iar Bucureștiul ar fi făcut orice, numai să-i închidă gura. Documentele cunoscute ale Securității se bat cap în cap cu afirmațiile lui Vălenaș, aratând că planurile de neutralizare ale ziaristului nu puteau fi duse la îndeplinire tocmai pentru că nu existau probe compromițătoare. Ce sens avea să deconspiri orientarea sexuală a unui om, folosindu-te de un trucaj, dacă se putea demonstra că acesta este un agent infiltrat? În notele Securității care-l privesc pe Munteanu nu sunt pomenite nici măcar tentative de „influențare pozitivă“. În cazul în care l-ar fi avut la mâna pe ziarist, de ce ofițerii de Securitate de la București scriau cu năduf în rapoartele lor: „Trebuie să penetrăm în intimitatea sa (…). Duce o viață izolată (…). Nu se lansează în chefuri sau alte cheltuieli costisitoare“, conchizând că au mari probleme pe „linia întreprinderii unor măsuri eficiente de neutralizare“.”—Emil Berdeli, Gardianul, 2 iulie 2007
Una din motivațiile atacului lui Liviu Vălenaș la adresa lui Neculai Constantin Munteanu mai poate fi aceea a unei răzbunări personale : „În cazul Hurezeanu-Munteanu, Vălenaș spunea, la începutul anilor '90, că aceștia ar fi contribuit la refuzarea acceptării sale drept colaborator al Europei Libere” . Mai mult, Marius Oprea îl consideră pe Vălenaș „unealta fostelor și actualelor servicii de informații” :
„Problema este însă următoarea: Liviu Vălenaș însuși a fost agent al Securității. A colaborat la Europa Liberă, dar nu a putut fi angajat pentru că au probat faptul că Liviu Valenaș a fost colaborator al Securității și nu a primit aviz spre a fi angajat și a fost îndepărtat din orice fel de colaborare cu Europa Liberă. Din cauza asta are mari resentimente față de angajații de la Europa Liberă și presupun că este folosit, în continuare, ca agent de influență, de către serviciile de informații din România. (...) Ceea ce a făcut Vălenaș mi se pare unul dintre cele mai mari tromboane. Și cred că se întâmplă asta pentru că serviciile de informații din România sunt foarte deranjate de stituația actuală, pentru că, din nefericire pentru ei, eu mă ocup de pachetul de legi care le reglementeaza activitatea. Și încearca să mă compromită prin orice fel de mijloace. Ăsta este unul din ele. Iar acest lucru îmi confirmă ceea ce știam: că Liviu Valenaș a fost informator al Securității. Dar nu aveam nici o certitudine că Valenaș a rămas în activitate. Acum o am. Am confirmarea că și acum lucrează pentru băieții cu ochi albaștri ”—Marius Oprea
Neculai Constantin Munteanu își va exprima punctul de vedere referitor la aceste acuzații în mărturisirea pe care o va face la postul de radio Europa Liberă, în data de 10 februarie 2007 :
„Da, am avut relații cu Securitatea. Multe și contra naturii. A naturii mele. Din fragedă copilărie. Copil fiind, eu n-am cutreierat păduri, dar m-am jucat cu Securitatea. Însă, prima oară pe mâna Securității, m-a dat tata. Ați auzit bine ! Tata ! Un tată adoptiv, dar tată, și fratele bunicului patern. Eram sânge din sângele lui și m-a turnat la Securitate. Știu, li s-a-ntâmplat și altora. Însă una e când li se-ntâmplă altora și alta e când ți se-ntâmplă ție. Deci, de mic copil am avut relații cu Securitatea și m-a turnat tata. Începe bine, melodramă curată ! Ar mai lipsi să zic: nu m-atingeți, sunt plin de lacrimi ! E aproape adevărat, dar am să mă abțin ! Aici ar fi nevoie și de ceva ticăloșie. Avem ! (...) Am devenit turnător. Am devenit nu înseamnă că am și fost ! M-au făcut alții. Se poate mai rău? Se poate ! Ce-ați zice de un agent Bond de Ciorogârla plasat de băieții tovarășului Pleșiță la Europa Liberă? Se face. S-a și făcut. Grație unor frustrați de-aici și a unor ticăloși de acolo, împărtășesc aceeași soartă cu alți patru colegi de la Europa Liberă. Faptul că nu sunt singurul acuzat că aș fi fost un securist plasat la Europa Liberă nu mă-ncălzește cu nimic ! Nici pe prietenii și pe colegii mei. Dar ei cu ale lor, eu cu ale mele. Deci, relații cu Securitatea de mic copil, l-a turnat tacsu, a fost turnător și agent strecurat la Europa Liberă. Hotărât lucru, sunt un om rău și negru într-o țară curată, care geme de caractere de bronz ! Și de procurori ! ”—Neculai Constantin Munteanu

## Războiul undelor
Cold Waves-Război pe calea undelor[nefuncțională]
 este un lungmetraj documentar despre secția română a postului Radio Europa Liberă, despre propagandă și terorism în timpul Războiului Rece, „o neasemuită poveste de dragoste și ură țesută în jurul a ceva ce nu poți vedea, atinge sau cântări: undele radio” . În anii '70-'80, Radio Europa Liberă era supapa de evacuare a nemulțumirilor și confidentul a milioane de români.
„Se așeza omul seara în fața aparatului de radio, îl deschidea și apoi intra într-o relație intimă cu vocile care spuneau la microfon ceea ce ei doar îndrăzneau să gândească ”—Nestor Rateș, fost director Radio Europa Liberă
Documentarul Cold Waves - Război pe calea undelor vorbește despre postul de radio Europa Liberă, „singurul care spunea adevărul într-o lume falsificată de propagandă”.
Dacă pentru milioanele de ascultători Europa Liberă reprezenta vocea care le făcea auzite nemulțumirile, pentru regimul comunist postul de radio era un dușman care trebuia redus la tăcere:
„E ciudat ce importanță au acordat autoritățile din România acestui post de radio, dar îl vedeau ca pe principalul lor inamic”—Alexandru Solomon
„N-aveam nici o putere în afară de microfon. - Mare putere !”—Monica Lovinescu
Toți protagoniștii acestei povești se confruntă din nou în Cold Waves: oamenii de la radio cu vocile lor, teroriști, ascultători din popor ca și securiști sau secretari de partid; români, germani, americani, francezi și de alte naționalități. „Lumea s-a schimbat, alte războaie sunt la ordinea zilei. Dar dacă ascultăm cu atenție vocile trecutului, s-ar putea să înțelegem ce se petrece sub ochii noștri”.
Război pe calea undelor, România, 2007, film documentar, regizor: Alexandru Solomon, distribuit de Odeon Films . Din distribuție : Monica Lovinescu, Ioana Măgură Bernard, Mary Georgescu, Șerban Orescu, Nestor Ratesh, Emil Hurezeanu, Neculai-Constantin Munteanu și Andrei Voiculescu. Premiera filmului Război pe calea undelor a avut loc pe 29 noiembrie 2007 la București. În cinematografe din 30 noiembrie 2007. Filmul a fost difuzat și într-o miniserie de trei episoade a câte 52 de minute, în zilele de 6, 13, respectiv 20 martie 2007 la TVR.

## Varia
Securitatea a încercat în nenumărate rânduri să-l șantajeze pe baza orientării sale sexuale, care reprezenta un delict pe timpul regimului comunist. Pentru a pune capăt zvonurilor vehiculate de Securitate și pentru a-și clarifica poziția, Neculai Constantin Munteanu va face o mărturisire în direct la Radio Europa Liberă, în data de 10 februarie 2007 , în primul rând cu privire la homosexualitatea sa, iar în al doilea rând pentru a marca distincția dintre viața profesională și viața privată:
„Ar mai ceva de spus? Ar mai fi ! Sunt homosexual. Aici ar trebui o pauză, pentru cei care nu știu și pentru cei sufocați de indignare. “Cum, domnule, și ăsta?” sau “Trebuia să ne spună și asta?”. Trebuia ! Pentru că e adevărat. Pentru că acum pot spune acest adevăr unor oameni toleranți dintr-o țară europeană care au învățat, sper, că aproapele tău poate fi și altfel decât tine, dar om totuși, și că toleranța nu e un cuvânt bun doar pentru stabilimente de profil. Trebuia să spun și acest lucru pentru că, în lunga înfruntare cu regimul comunist, cu brațul lui lung și cu mințile lui tâmpe, homosexualitatea mea i-a obsedat permanent pe băieții tovarășilor Pleșiță, Merce și urmași. Ca orice regim totalitar, regimul comunist avea morala, cum să-i zic, morala fundului. Medicii propagandei credeau că numai ceea ce ei considerau detractat poate fi și anticomunist. Erau proști și se înșelau ! Altfel, cum de m-ar fi ascultat ani și ani milioane de oameni? Eram homosexual și atunci când eram apreciat pentru limba ascuțită, gura mare și că eram negru în cerul gurii când vorbeam de comunism, de realizări și de minciuni, de fiii lui cei mai buni și de javre. Niciodată n-am amestecat homosexualitatea cu locul de muncă. Iar de muncit, am muncit ca orice om normal. Iar la Europa Liberă am fost angajat pentru calitățile mele profesionale și pentru ce aveam în cap. Și ce aveam în cap am spus seară de seară alături de colegii mei, cu care am alcătuit echipa vocilor nopții, care au adus în casele dumneavoastră o informație, o atitudine, o geană de speranță în întunecata epocă-lumină. Pe unii i-a preocupat și îi mai preocupă încă homosexualitatea mea. Să fie sănătoși ! Au o problemă ! Eu nu ! Oricum, homosexualitatea e o chestiune care ține de viața privată ! Tot ce pot spune e că nu știu dacă e drumul pe care l-am ales, sau drumul care m-a ales pe mine. Sunt și lucruri mai rele ca homosexualitatea. De pildă, să fii un ticălos. Sau un comunist. Chiar așa ! Mai bine homosexual decât comunist ! ”—Neculai Constantin Munteanu

## "Actualitatea românească" la momentul Revoluției
- Emisiunea din 19 decembrie 1989. Izbucnirea insurecției din Timișoara. Ediție specială
- Emisiunea din 20 decembrie 1989. Victime în Timișoara, ca urmare a represiunii ordonate de dictatorul Ceaușescu
- Emisiunea din 21 decembrie 1989. Prima ediție nocturnă, în plină desfășurare a Revoluției române începută la Timișoara
- Emisiunea din 22 decembrie 1989. La căderea regimului comunist Ceaușescu